# Pool
Pool és el nom d'una regió centremeridional de la República del Congo, limítrof amb la República Democràtica del Congo. Té un clima equatorial i destaca la indústria alimentària amb aliments com el blat de moro, els cacauets, la mandioca i el tabac.